# Alex Rider: Stormbreaker
Alex Rider: Stormbreaker (Stormbreaker) è un film del 2006 diretto da Geoffrey Sax.

## Trama
Ian Rider è un agente dell'MI6 ucciso durante il rientro da una missione dal mercenario Yassen Gregorovich; l'unico parente a lui vicino è Alex, il nipote, orfano dei genitori e affidato allo zio, che lo ha addestrato alle arti marziali e all'uso delle lingue straniere, immaginando per lui un futuro molto simile al suo.
Avvicinato dal capo dei servizi segreti britannici, Alex viene convinto, attraverso un ricatto, a entrare nei corpi speciali, col compito di proseguire le indagini sulla figura di Herod Sayle, miliardario informatico e filantropo dal passato però oscuro; indagini che lo zio stava portando avanti da mesi. Il magnate ha regalato migliaia di computer alle scuole del Regno Unito per inaugurare un nuovo sistema operativo contenente un virus che gli permetterà di vendicarsi dei suoi ex compagni di scuola che lo prendevano in giro e lo picchiavano.

## Personaggi
- Alex Rider: è un ragazzo quattordicenne con un fisico d'atleta, corti capelli chiari, occhi castani e uno sguardo serio che vive con lo zio Ian Rider, poiché i genitori sono entrambi morti in un incidente aereo; quando suo zio viene assassinato, tocca al nipote concluderne la missione.
- Ian Rider: è lo zio di Alex. È un agente dell'MI6 che viene inviato in missione alle industrie di Herod Sayle. Quando scopre cosa sta succedendo e torna a Londra per fare rapporto, gli viene tesa un'imboscata alla quale non sopravvive.
- Darrius Sayle: è un egiziano adottato da bambino da una coppia inglese a lui grata per essere stata salvata da morte sicura. Ma a scuola veniva preso in giro dai compagni per la sua pelle scura, in particolare da quello che ora è l'attuale Primo Ministro; decide quindi di vendicarsi eliminando tutti i ragazzi inglesi e lo stesso capo del governo.